# حکاری (منطقه)

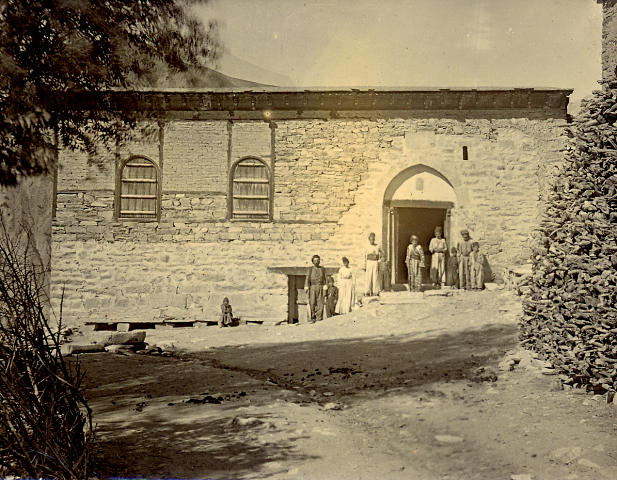
مقر بطرق آشوریان در قوچانس.

هکاری (ترکی استانبولی: Hakkâri سریانی: ܚܟܐܪܝ Ḥakkāri, or ܗܟܐܪܝ Hakkāri, کردی: Colemêrg) یا حکاری یک منطقه تاریخی و کوهستانی است که مابین دشت نینوا و جنوب دریاچه وان واقع شده‌است. این منطقه هم‌اکنون بخشی از استان‌های شرناخ، وان و هکاری ترکیه و بخشی از استان دهوک را در عراق در بر می‌گیرد. این منطقه در دوره امپراطوری عثمانی سنجقی از ولایت وان بود.